# Øystein Greni

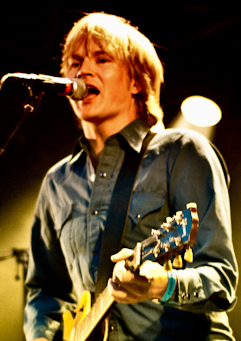
Øystein Greni, 2009.

Øystein Greni é um cantor e guitarrista norueguês da banda norueguesa de  rock and roll Bigbang.
Formou a banda em 1992 juntamente com Erik Tresselt e Christer Engen.